# Franz von Linhardt

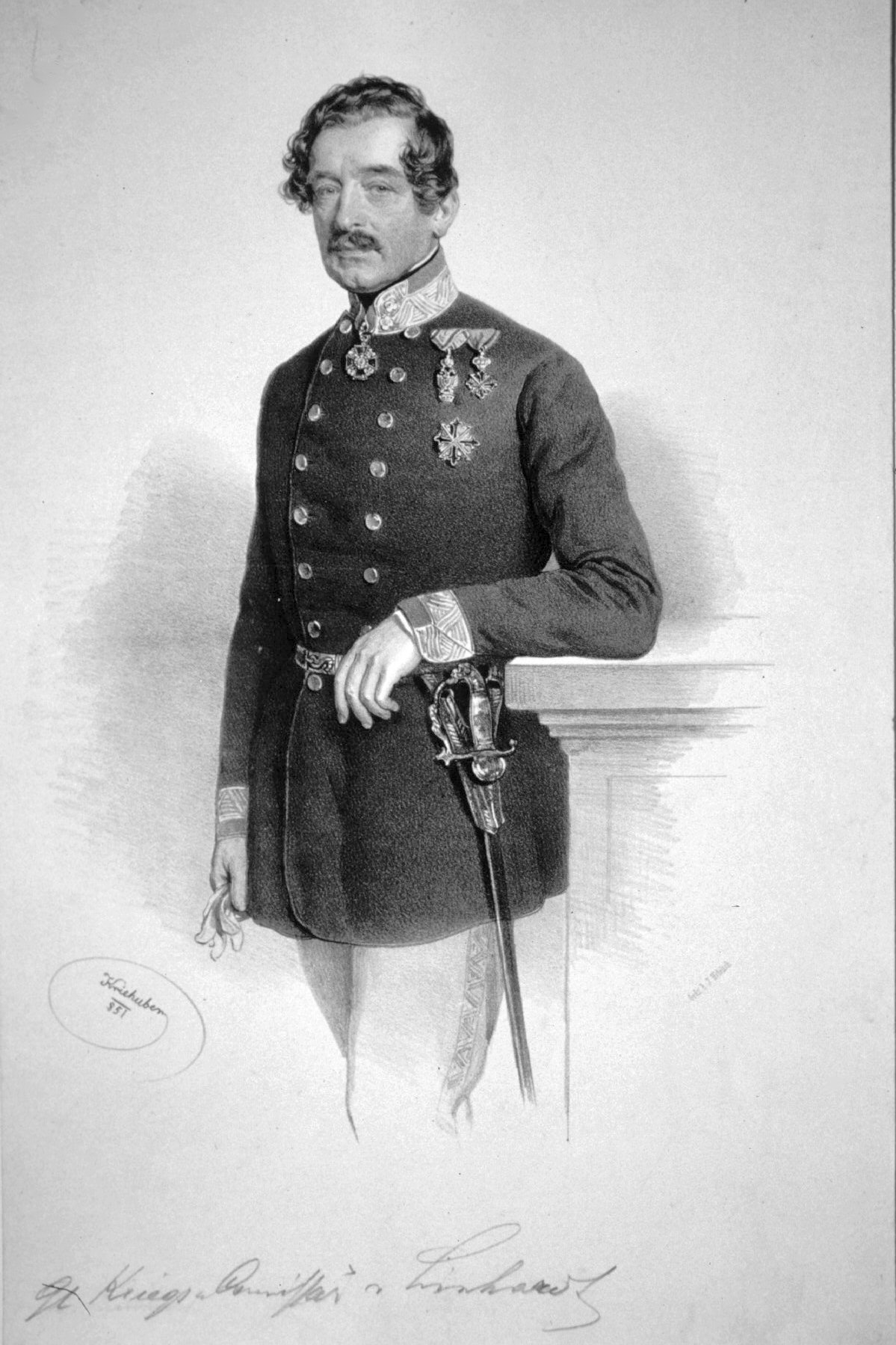
Franz von Linhardt

Franz Ritter von Linhardt (* 1793; † 19. Mai 1876 in Wien) war ein k. k. Jurist, Generalauditor und Vorstand der 17. Abteilung des Kriegsministeriums.

## Biographie
Über Linhardts Herkunft und frühe Jahre ist gegenwärtig nichts bekannt. Anno 1837 wurde der promovierte Jurist Stabsauditor und Referent in Temeswar, sodann am 30. Januar 1838 vom Stabsauditor im Banat zum General-Auditor-Leutnant beim General-Kommando in Mähren ernannt. Er war 1839 im gleichen Amt beim k. k. Generalmilitärkommando in Österreich ob und unter der Enns tätig.
Mit Allerhöchster Entschließung vom 3. Dezember 1847 bestimmte der Kaiser den General-Auditor-Leutnant und Referenten beim General-Kommando in Mähren, Franz Linhardt, zum ersten General-Auditor-Leutnant beim General-Kommando in Niederösterreich. Im Jahr 1849 wurde er zum Militärappellationsrat ernannt.
Kaiser Franz Joseph I. ernannte den Oberst-Auditor Franz Linhart zum General-Auditoren und Referenten beim Obersten Militärgerichtshof zu Wien am 20. April 1853. und erhob ihn am 9. September 1854 in Wien in den erbländisch-österreichischen Ritterstand. Auch wurde er mit dem Zivilverdienstkreuz dekoriert.
Von Juni 1853 bis September 1856 war Linhardt Leiter des Departementes C und Referent im Obersten Militärgerichtshof.
Nachdem der Adlige danach Abteilungsvorstand der Sektion 27 (ab 10. Mai 1858, 23. Sektion) beim Obersten Militärjustizsenat geworden war, avancierte er schließlich noch am 1. Januar 1861 zum Vorstand der 17. Abteilung beim Kriegsministerium. Auf seine Bitte hin wurde er unter Bekanntgabe Allerhöchster Zufriedenheit für seine vieljährige und vorzügliche Dienstleistung zum 1. August 1864 in den Ruhestand übernommen.

## Auszeichnungen
Der Generalauditor wurde mehrfach geehrt, unter anderem mit dem:
- Orden der Eisernen Krone 3. Klasse
- Ritterkreuz des Österreichischen Leopold-Ordens
- Ritterkreuz des Kaiserlich-Österreichischen Franz-Joseph-Ordens
- Zivil-Verdienstkreuz
- Kaiserlich russischen St.-Anna-Orden 2. Klasse
- Kaiserlich russischen Sankt-Stanislaus-Orden 2. Klasse